# Martin Richter (Wirtschaftswissenschaftler)
Martin Richter (* 1943) ist ein deutscher Ökonom.

## Leben
Von 1966 bis 1970 studierte er an den Universitäten München (Betriebswirtschaftslehre, Jura) und Saarbrücken (Betriebswirtschaftslehre), Examen als Diplom-Kaufmann. Von 1973 bis 1980 war er wissenschaftlicher Mitarbeiter an den Universitäten München (Klaus von Wysocki) und Saarbrücken (Günter Wöhe). Nach der Promotion 1975 zum Dr. rer. oec. an der Universität Saarbrücken lehrte er von 1991 bis 1993 an der FU Berlin als Professor für Rechnungswesen und von 1993 bis 2008 an der Universität Potsdam auf dem Lehrstuhl für Rechnungswesen und Wirtschaftsprüfung.
Seine Forschungsschwerpunkte sind Prüferverhalten, Prüfungstechnik, Prüfungsmethoden, Verwaltungsmanagement in Kommunen, insbesondere Steuerung mit doppischen Haushaltsplänen und Jahresabschlüssen, Gesamtabschluss in Kommunen und Eignung der IPSAS (EPSAS) für die öffentliche Verwaltung?. 